# Ohatchee
Ohatchee est une ville du comté de Calhoun, en Alabama, aux États-Unis,. Le nom Ohatchee vient de oh-hachi en langue Creek, qui, veut dire en français : ruisseau supérieur.
La région autour d'Ohatchee aurait servi au général Andrew Jackson comme aire de rassemblement pour la bataille de Talladega durant la guerre Creek. Au cours de la guerre de Sécession, Janney Furnace y construit un four pour produire de la fonte pour la Confédération, mais il ne servira jamais. Ohatchee est incorporée en 1956. La ville est dévastée par une tornade, le 26 avril 2011, quatre personnes sont tuées.

## Démographie
| 1960 | 1970 | 1980 | 1990  | 2000  | 2010  |
| ---- | ---- | ---- | ----- | ----- | ----- |
| 437  | 445  | 860  | 1 042 | 1 215 | 1 170 |

## Source de la traduction
- (en) Cet article est partiellement ou en totalité issu de l’article de Wikipédia en anglais intitulé « Ohatchee, Alabama » (voir la liste des auteurs).